# Улубурунский корабль
Улубурунский корабль — финикийский корабль, затонувший у мыса Улубурун юго-восточнее города Каш (турецкий ил Анталья) в конце XIV века до н. э. Его обнаружение ныряльщиками в 1982 году стало сенсацией в научном сообществе. Понадобилось 11 сезонов (с 1984 по 1994 годы), чтобы поднять его останки на поверхность.
Модель корабля в натуральную величину выставлена в музее подводной археологии города Бодрум. Его длина составляла 15 метров, а грузоподъёмность — 20 тонн. Корпус корабля был сделан из кедра. На месте кораблекрушения обнаружены многочисленные обломки вёсел (длиной до 170 см) и 24 каменных якоря (от 120 до 210 кг весом).

## Дата кораблекрушения

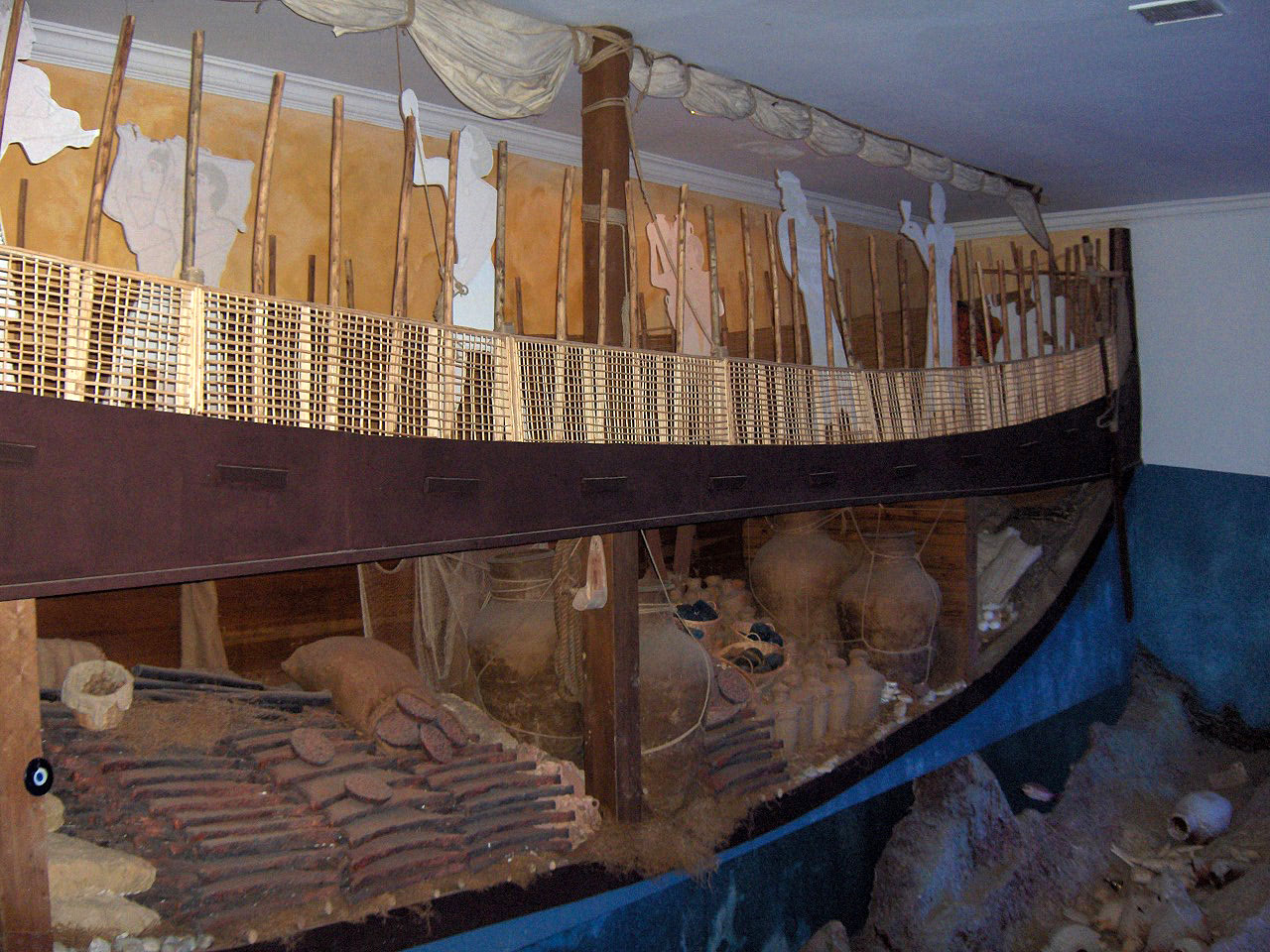
Модель корабля в натуральную величину

С помощью дендрохронологических исследований сохранившихся деревянных частей корабля, проведённых доктором Кемалем Пулаком (Cemal Pulak) из Техасского университета A&M, определена примерная дата постройки судна — около 1400 года до н. э.
Профессор Питер Кунихольм (Peter lan Kuniholm) из Корнеллского университета проводил исследования деревянных частей груза корабля. По его результатам (с оговорками, связанными с малочисленностью и плохой сохранностью образцов) корабль затонул около 1316—1305 года до н. э.
Такая датировка хорошо подтверждается найдённой на борту корабля керамикой, которая находилась археологами в слоях, имеющих хронологическую привязку к затмению Мурсили 1312 года до н. э.

## Груз корабля

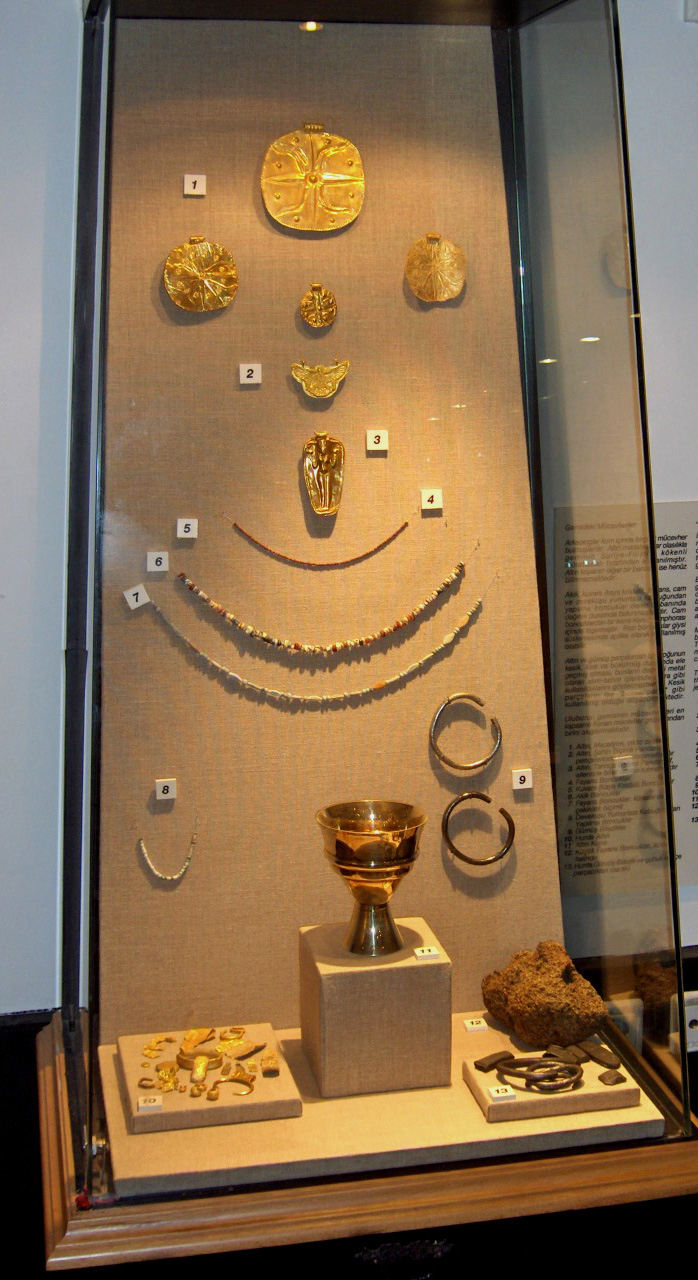
Египетские украшения:
1. золотая подвеска в форме диска
2. золотая подвеска с соколом
3. золотая подвеска богини
4. бусины из фаянса
5. бусы из горного хрусталя
6. бусы из агата
7. бусины из фаянса
8. бусины из яичной скорлупы страуса
9. серебряные браслеты
10. золотой лом
11. золотой кубок
12. Сросшаяся масса крошечных фаянсовых бусин
13. Серебряный лом

С морского дна археологи извлекли не менее 18 000 предметов, которые происходят из семи стран древнего мира. Одних только слитков меди и олова достаточно, чтобы обеспечить бронзовыми доспехами 300 воинов. Груз корабля позволяет судить о размахе международной морской торговли на исходе бронзового века. Многие из находок ныне экспонируются в замке госпитальеров в Бодруме.

Сырье
- 354 слитка меди общей массой 10 тонн
- 40 слитков олова общей массой около 1 тонны
- 175 слитков стекла

Продукты питания
- Жёлуди, миндаль, финики, оливки, гранаты.

Ювелирные изделия
- Золотой скарабей с именем Нефертити.
- Страусовые яйца

Оружие
- Четыре меча ханаанского, микенского и итальянского (?) типов.
- Каменная секира культового значения.

Учёным не удалось однозначно установить, принадлежал корабль частному лицу или правителю, откуда и куда двигался. Только микенская посуда имеет следы износа, что, возможно, указывает на его принадлежность грекам.